# Kvarg

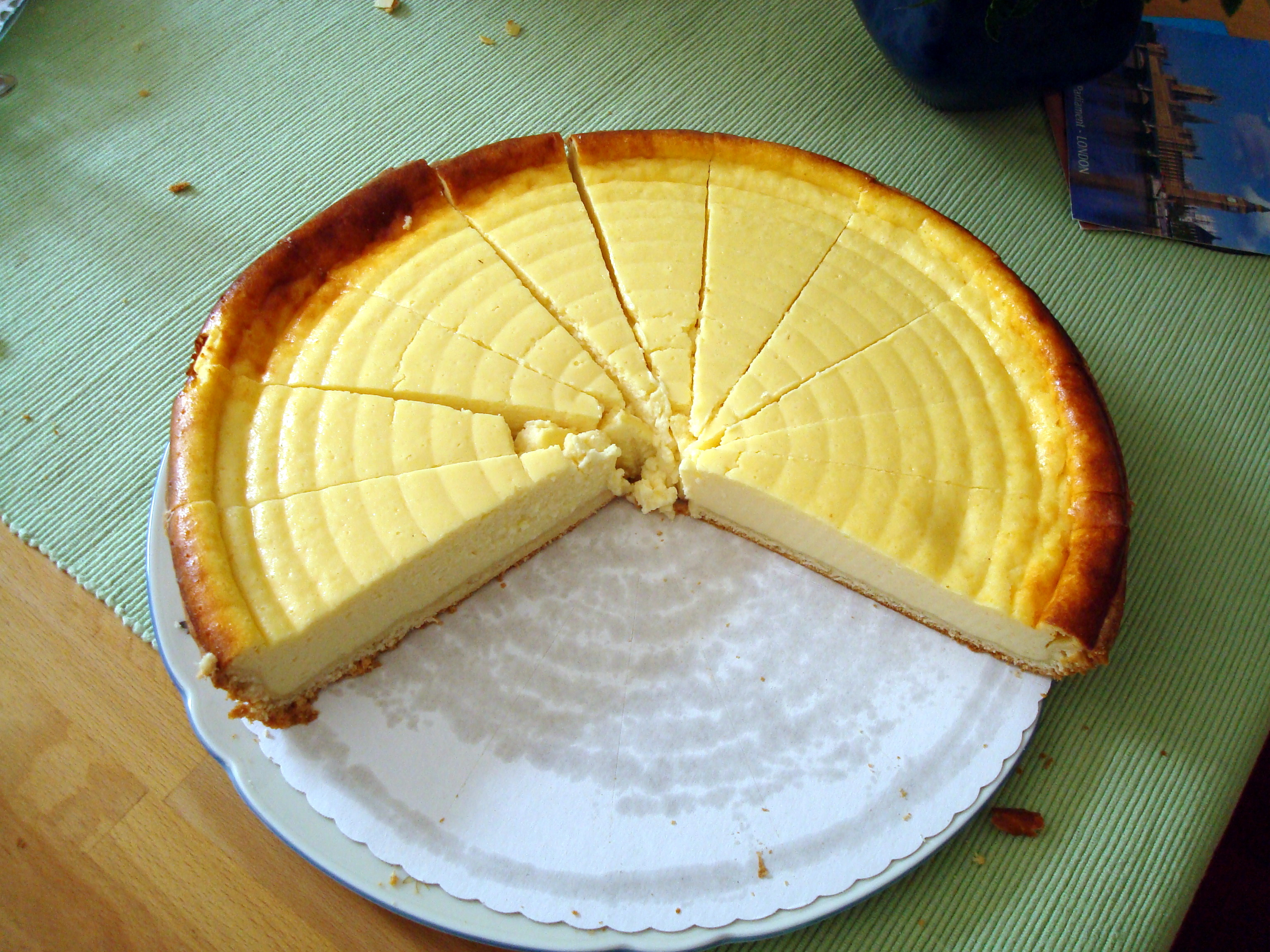
Tysk ostkaka gjord på kvarg.

Kvarg (även stavat kvark) är färskost av surmjölk koagulerad med mjölksyrabakterier, till skillnad från keso,  som är färskost av vanlig söt skummjölk men också koagulerad med mjölksyrabakterier. Kvarg liknar keso, men har slät och krämig konsistens och syrligare smak.
Kvarg framställs av mjölk som mjölksyras, vilket får till följd att de fasta beståndsdelarna, kasein, kan skiljas ut från de flytande. Den flytande delen, vasslen, får rinna av genom en silduk och vid industriell tillverkning centrifugeras massan. Därefter passeras massan genom silar. Den önskade fetthalten uppnås genom tillsats av grädde. Kvarg finns med olika fetthalter, från närmast fettfri till mer gräddiga produkter. Kvarg förbättras inte genom lagring utan har begränsad hållbarhet - cirka 2 veckor i kylskåpstemperatur.
Kvarg har höga halter av proteiner, kalcium och fosfat. På senare år har kvarg slagit igenom som ett magert men proteinrikt livsmedel, populärt i olika idrottsdieter. Det är oklart om kvarg förbättrar magens mikroflora.
I Tyskland och de baltiska länderna används kvarg traditionellt till exempel i ostkaka, i matlagning, såser, i bakning och som smörgåspålägg. Kvarg med olika fetthalter tillsätts i många bageri/konditori-varor istället för grädde.
I Sverige lanserades kvarg i handeln av Arla 1985, under varumärkesbenämningen kesella. Sedan dess har kvarg blivit vanligt vid bakning av lussekatter.  Olika sötade kvarg-produkter har också blivit vanliga, smaksatta med bland annat saft, sylt eller vanilj, att ha till dessert eller mellanmål.